# جون بورتر هاتش
جون بورتر هاتش (بالإنجليزية: John Porter Hatch)‏ هو ضابط أمريكي، ولد في 9 يناير 1822 في أوسويغو في الولايات المتحدة، وتوفي في 12 أبريل 1901 في نيويورك في الولايات المتحدة.